# Gnamptogenys porcata
Gnamptogenys porcata é uma espécie de formiga do gênero Gnamptogenys.